# Мулен Руж!
«Муле́н Руж!» (фр. Moulin Rouge!) — фильм-мюзикл 2001 года, получивший две награды «Оскар». В кинокартине нашла отражение творческая атмосфера знаменитого парижского кабаре «Мулен Руж». Главные роли сыграли шотландский актёр Юэн Макгрегор и австралийская актриса Николь Кидман (номинировалась на «Оскар» как лучшая актриса). Актёры сами исполнили все свои вокальные партии.
«Мулен Руж!» — заключительный фильм в авторской «Трилогии красного занавеса» (Red Curtain Trilogy) База Лурмана, к которой режиссёр относит также картины «Строго по правилам» (Strictly Ballroom, 1992) и «Ромео + Джульетта» (1996), объединённые общим театрализованным стилем.

## О фильме

### Сюжет

Кристиан (Макгрегор) и Сатин (Кидман) во время премьеры спектакля. Кадр из фильма

В фильме рассказывается история о молодом и бедном британском поэте Кристиане, который влюбился в звезду кабаре «Мулен Руж», актрису и куртизанку по имени Сатин. Сама Сатин должна соблазнить Герцога ради финансирования настоящей театральной постановки на сцене «Мулен Руж» — музыкального спектакля о прекрасной куртизанке, которая любит бедняка, но вынуждена томиться в плену у злого махараджи. Сатин влюбляется в талантливого поэта вопреки замыслу, вовлекая его в работу над постановкой, однако хозяин кабаре, Гарольд Зидлер, убеждает её довести аферу в отношении Герцога до конца. В определённый момент Герцог узнаёт о том, что Сатин связана настоящими чувствами с Кристианом, заставляет Зидлера переписать концовку спектакля (куртизанка остаётся с махараджей, а бедняка убивают) и грозит убить писателя, если актриса не останется со спонсором. Замысел Герцога проваливается, неизлечимо больная чахоткой Сатин умирает на руках у Кристиана после финального занавеса.

### Художественная ценность
Фильм База Лурманна был впервые показан на Каннском кинофестивале в 2001 году и сразу же оказался фаворитом кинокритиков: картина оказалась уникальным сплавом китча современной поп-культуры и изысканности классических оперных постановок. Успех к «Мулен Руж!» пришёл не только на европейском континенте: в США фильм так же удачно прошёл в прокате и получил 7 номинаций на премию «Оскар», в том числе как «Лучший фильм» и «Лучшая женская роль» для Николь Кидман (актриса исполнила все свои вокальные партии сама — как и её партнёр по роли Юэн Макгрегор). Несмотря на то, что получила картина всего две статуэтки (в номинациях за дизайн костюмов и работу художника), она тут же была признана классикой киномюзикла и послужила реанимации этого подзабытого киножанра: последовавшая экранизация мюзикла «Чикаго» оказалась одним из самых кассовых и обласканных наградами фильмов 2002 года.
«Мулен Руж!», целиком снятый в павильонах австралийского подразделения киностудии Фокс, по структуре и сюжету отсылал зрителя к лучшим образцам итальянской классической оперы: яркие помпезные декорации, громкая музыка, впечатляющие специальные эффекты. Как известно, режиссёр Лурманн поставил несколько опер на театральной сцене, что несомненно оказало сильное влияние на визуальное решение «Мулен Руж!». Кроме того, значительное воздействие, как сам признавался Лурманн, произвели на него фильмы Болливуда — индийского кинематографа: это сказалось на простоте сюжетной линии, излишней мелодраматичности и односторонности персонажей. Кроме того, по словам режиссёра, в основу была положена древнегреческая легенда об Орфее и Эвридике.

## В ролях
| Актёр            | Роль                            |
| ---------------- | ------------------------------- |
| Николь Кидман    | Сатин (Шёлковая)                |
| Юэн Макгрегор    | Кристиан                        |
| Джон Легуизамо   | Анри Тулуз-Лотрек               |
| Джим Бродбент    | Харольд Зидлер                  |
| Ричард Роксберг  | герцог Монро                    |
| Гарри Макдональд | доктор                          |
| Мэттью Уиттет    | Эрик Сати                       |
| Кайли Миноуг     | Зелёная Фея                     |
| Оззи Осборн      | голос Зелёной Феи               |
| Джонатан Харди   | Человек на Луне                 |
| Пласидо Доминго  | голос Человека на Луне          |
| Артур Дигнам     | отец Кристиана                  |
| Яцек Коман       | Сантьяго аргентинец-нарколептик |

## Съёмки
- Первоначально главные роли должны были сыграть Хит Леджер и Кэтрин Зета-Джонс.
- Над изготовлением 300 костюмов работали 80 костюмеров.
- В ноябре 1999 года пришлось приостановить киносъёмки, так как Николь Кидман сломала ребро и повредила колено. Ряд сцен был снят с участием неподвижных крупных планов Кидман, сидящей в кресле-коляске.
- Кидман носила во время съёмок самое дорогое ожерелье за всю историю кинематографа — его цена составила миллион американских долларов.
- Композиция «Come What May» была написана для другого фильма Лурмана «Ромео + Джульетта».

## Саундтрек
В музыкальной основе фильма положены самые яркие образцы популярной и рок-музыки XX века: «Smells Like Teen Spirit» группы Nirvana, «Material Girl» и «Like a Virgin» Мадонны, «Nature Boy» Дэвида Боуи, «The Show Must Go On» группы Queen, «Your Song» Элтона Джона, «I Will Always Love You» Уитни Хьюстон, Kiss и другие. Бэзу Лурманну потребовалось около двух лет, чтобы собрать права на использование всех задуманных им для использования в фильме песен.

### Moulin Rouge
1. «Heroes» в исполнении Дэвида Боуи
2. «Lady Marmalade» в исполнении Кристины Агилеры, Lil’ Kim, Mya и Пинк
3. «Because We Can» в исполнении Fatboy Slim
4. «Sparkling Diamonds» в исполнении Николь Кидман, Джима Бродбента, Кэролайн О’Коннор, Натали Мендоса и Лары Мулкахи
5. «Rhythm of the Night» в исполнении Valeria
6. «Your Song» в исполнении Юэна Макгрегора и Алессандро Сафина
7. «Children of the Revolution» в исполнении Боно, Гэвина Фрайдея и Мориса Сизера
8. «One Day I’ll Fly Away» в исполнении Николь Кидман
9. «Diamond Dogs» в исполнении Beck
10. «Elephant Love Medley» в исполнении Николь Кидман, Юэна Макгрегора и Джейми Аллена
11. «Come What May» в исполнении Николь Кидман и Юэна Макгрегора
12. «El Tango de Roxanne» в исполнении Юэна Макгрегора, Хосе Фелисиано и Яцека Комана
13. «Complainte de la Butte» в исполнении Руфуса Уэйнрайта
14. «Hindi Sad Diamonds» в исполнении Николь Кидман и хора
15. «Nature Boy» в исполнении Дэвида Боуи и Massive Attack

### Moulin Rouge. Vol. 2
1. «Your Song» (Instrumental). Композитор — Крэйг Армстронг (2:28)
2. «Sparkling Diamonds» в исполнении Николь Кидман и хора (Original Film Version) (2:53)
3. «One Day I’ll Fly Away» (Tony Phillips Remix) в исполнении Николь Кидман (3:19)
4. «The Pitch (Spectacular Spectacular)» в исполнении Николь Кидман, Юэна Макгрегора и хора (Original Film Version) (2:51)
5. «Come What May» в исполнении Николь Кидман и Юэна Макгрегора (Original Film Version) (4:39)
6. «Like a Virgin» в исполнении Джима Бродбента и Ричарда Роксбурга (Original Film Version) (3:10)
7. «Meet Me in the Red Room» в исполнении Amiel (2:39)
8. «Your Song» (Instrumental). Композитор — Крэйг Армстронг (4:56)
9. «The Show Must Go On» в исполнении Джима Бродбента и Николь Кидман (Original Film Version) (3:04)
10. «Ascension/Nature Boy» (From the Death and…) в исполнении Юэна Макгрегора (4:10)
11. «Closing Credits: Bolero». Композитор — Саймон Стэндедж (6:53)

## Награды и номинации
| Премия                         | Категория                                  | Имя                                                                                   | Результат |
| ------------------------------ | ------------------------------------------ | ------------------------------------------------------------------------------------- | --------- |
| Оскар                          | Лучший фильм                               | Мартин Браун, Баз Лурман, Фред Барон                                                  | Номинация |
| Оскар                          | Лучшая женская роль                        | Николь Кидман                                                                         | Номинация |
| Оскар                          | Лучшая операторская работа                 | Дональд Макальпин                                                                     | Номинация |
| Оскар                          | Лучшая работа художника-постановщика       | Кэтрин Мартин, Бриджитт Брош                                                          | Победа    |
| Оскар                          | Лучший дизайн костюмов                     | Кэтрин Мартин, Энгус Стрэтай                                                          | Победа    |
| Оскар                          | Лучший монтаж                              | Джилл Билкок                                                                          | Номинация |
| Оскар                          | Лучший грим                                | Маурицио Сильви, Альдо Синьоретти                                                     | Номинация |
| Оскар                          | Лучший звук                                | Энди Нельсон, Анна Бельмер, Роджер Сэвидж, Гунтис Сикс                                | Номинация |
| BAFTA                          | Лучший фильм                               | Мартин Браун, Баз Лурман, Фред Барон                                                  | Номинация |
| BAFTA                          | Лучшая режиссура                           | Баз Лурман                                                                            | Номинация |
| BAFTA                          | Лучшая мужская роль второго плана          | Джим Бродбент                                                                         | Победа    |
| BAFTA                          | Лучший оригинальный сценарий               | Крэйг Пирс, Баз Лурман                                                                | Номинация |
| BAFTA                          | Лучшая операторская работа                 | Дональд Макальпин                                                                     | Номинация |
| BAFTA                          | Лучшая работа художника-постановщика       | Кэтрин Мартин                                                                         | Номинация |
| BAFTA                          | Лучшие визуальные эффекты                  | Крис Годфри, Энди Браун, Натан Макгиннесс, Брайан Кокс                                | Номинация |
| BAFTA                          | Лучший дизайн костюмов                     | Кэтрин Мартин, Энгус Стрэтай                                                          | Номинация |
| BAFTA                          | Лучший монтаж                              | Джилл Билкок                                                                          | Номинация |
| BAFTA                          | Лучший грим                                | Маурицио Сильви, Альдо Синьоретти                                                     | Номинация |
| BAFTA                          | Лучшая музыка к фильму                     | Крэйг Армстронг, Мариус Де Фриз                                                       | Победа    |
| BAFTA                          | Лучший звук                                | Энди Нельсон, Анна Бельмер, Роджер Сэвидж, Гунтис Сикс, Гарет Вандерхоуп, Энтони Грей | Победа    |
| Золотой глобус                 | Лучший фильм — комедия или мюзикл          |                                                                                       | Победа    |
| Золотой глобус                 | Лучшая режиссура                           | Баз Лурман                                                                            | Номинация |
| Золотой глобус                 | Лучшая мужская роль в комедии или мюзикле  | Юэн Макгрегор                                                                         | Номинация |
| Золотой глобус                 | Лучшая женская роль в комедии или мюзикле  | Николь Кидман                                                                         | Победа    |
| Золотой глобус                 | Лучшая музыка к фильму                     | Крэйг Армстронг                                                                       | Победа    |
| Золотой глобус                 | Лучшая песня                               | Дэвид Баэруолд («Come What May»)                                                      | Номинация |
| Премия Гильдии киноактёров США | Лучший актёрский состав                    |                                                                                       | Номинация |
| Грэмми                         | Лучший сборник саундтреков для кино или ТВ |                                                                                       | Номинация |